# Прем'єр-міністр Туреччини

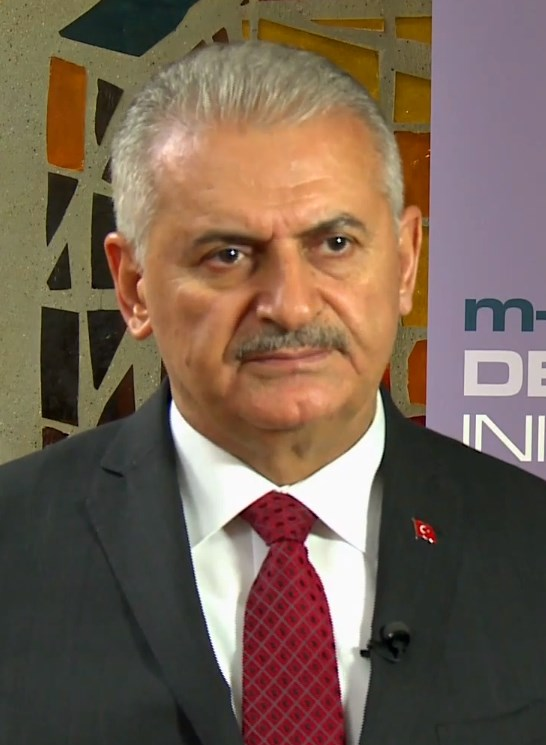
Біналі Їлдирим — останній прем'єр-міністр Туреччини

Прем'єр-міністр Туреччини (тур. Türkiye Cumhuriyeti başbakan) — глава уряду Туреччини, починаючи зі створення цієї посади в 1920 році після розпаду Османської імперії під час війни за незалежність Туреччини. Пост прем'єр-міністра був скасований в ході конституційної реформи після проведення 24 червня 2018 президентських виборів, з передачею повноважень з управління урядом обраному президенту Реджепу Тайипу Ердогану. Після реформи 2018 року в країні з'явився пост Віце-президента.

## Список прем'єр-міністрів Туреччини
Підпорядковані президенту Туреччини
- 1923—1924 — Ісмет Іненю
- 1924—1925 — Алі Фетхи Ок'яр
- 1925—1937 — Ісмет Іненю
- 1937—1939 — Махмуд Джеляль Баяр
- 1939—1942 — Рефік Сайдам
- 1942—1946 — Сюкрю Сараджоглу
- 1946—1947 — Реджеп Пекер
- 1947—1949 — Гасан Сака
- 1949—1950 — Шемшеттін Гюналтай

Повноважні
- 1950—1960 — Аднан Мендерес
- 1960—1961 — Джемаль Гюрсель
- 1962—1965 — Ісмет Іненю
- 20 лютого — жовтня 1965 — Суат Гайрі Ургюплю
- 1965—1971 — Сулейман Демірель
- 1971—1972 — Нігат Ерім
- 1972—1973 — Ферріт Мелен
- 1973—1974 — Наїм Талу
- 1974 — Бюлент Еджевіт
- 1974—1975 — Саді Ірмак
- 1975—1978 — Сулейман Демірель
- 1978—1979 — Бюлент Еджевіт
- 1979—1980 — Сулейман Демірель

Підпорядковані президенту Туреччини
- 1980—1983 — Бюлент Улусу
- 1983—1989 — Тургут Озал

Повноважні
- 3 листопада 1989 — 23 червня 1991 — Їлдирим Акбулут
- 1991 — Месут Їлмаз
- 1991—1993 — Сулейман Демірель
- травень — червень 1993 — Ердал Іненю
- 1993—1996 — Тансу Чілер
- 1996 — Месут Їлмаз (2 — ий раз)
- 1996—1997 — Неджметтін Ербакан
- 1997—1999 — Месут Їлмаз (3 — ий раз)
- 1999—2002 — Бюлент Еджевіт
- 2002—2003 — Абдулла Гюль
- березня 2003 — 28 серпня 2014 — Реджеп Таїп Ердоган

Підпорядковані президенту Туреччини
- 28 серпня 2014 — 24 травня 2016 — Ахмет Давутоглу
- 24 травня 2016 — 2018  — Біналі Їлдирим